# Stardust (Raumsonde)

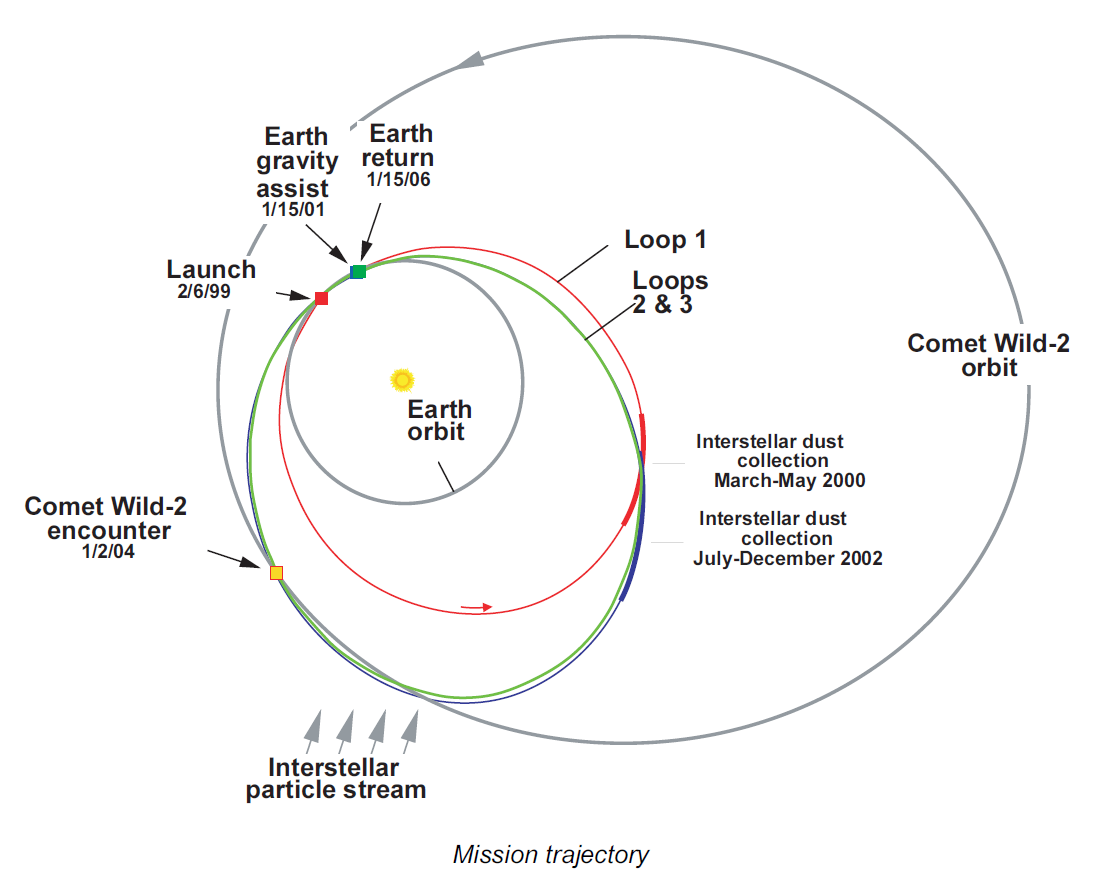

Die Raumsonde Stardust (englisch für „Sternenstaub“) war eine Mission der NASA von 1999 bis 2011. Ziel der Mission war das Einfangen von Partikeln aus der Koma des vom Schweizer Astronomen Paul Wild entdeckten Kometen Wild 2 sowie interstellaren Staubs. Die Proben wurden im Januar 2006 zur Erde gebracht. Für die Entwicklung und den Bau der Sonde standen im Rahmen des Discovery-Programms zur Erforschung des Sonnensystems 128,4 Millionen Dollar zur Verfügung, weitere 40 Millionen Dollar wurden für die Missionsdurchführung verwendet. Hinzu kamen Kosten für die Trägerrakete.

## Missionsziele
Kometen entstanden in den äußeren Bereichen des Sonnensystems. In ihnen ist vermutlich auch heute noch die Materie enthalten, aus der die Planeten unseres Sonnensystems entstanden sind. Die Untersuchung von Kometenmaterie erlaubt damit einen Blick in die Entstehungszeit unseres Sonnensystems. Aufgrund der Beschränkungen, die für eine Sondenmission gelten, bietet eine Rückkehrmission mit gesammelten Proben deutliche Vorteile gegenüber Untersuchungen vor Ort. Speziell erwartete man von den kometaren Stardustproben Antworten:
- über die mineralogische und chemische Zusammensetzung von Kometen auf Submikrometerskalen
- inwieweit Kometen in ihrer Zusammensetzung Meteoriten oder interplanetarem Staub ähneln bzw. sich von ihnen unterscheiden
- ob Wasser in Kometen ausschließlich in Eis gebunden ist, oder ob es auch in hydratisierten Mineralien vorkommt
- über Anomalien der Isotopenzusammensetzung
- über die Natur von kohlenstoffhaltigem Material und dessen Zusammenhang mit Silikaten oder anderen Mineralien

1993 wurde durch Ulysses erstmals nachgewiesen, dass interstellarer Staub aus der Richtung des Skorpion durch das Sonnensystem hindurchströmt. Dies wurde durch die Galileo-Mission 1994 bestätigt, jedoch kann man aus astronomischen Beobachtungen nur sehr ungenaue Angaben über den Aufbau und die Zusammensetzung der Staubteilchen gewinnen: es handelt sich um kleine, weitgehend unstrukturierte Teilchen. Aus diesem Grund war die zweite Zielrichtung der Mission die Sammlung von interstellarem Staub, um Antworten zu erhalten
- über die chemische Zusammensetzung
- über die Isotopenverhältnisse der wichtigen Elemente wie C, H, Mg, Si und O
- über die mineralische und strukturelle Beschaffenheit
- ob alle Teilchen Isotopenanomalien aufweisen
- ob die Silikate eine glasige oder eine kristalline Struktur haben und welches Si:O-Verhältnis sie aufweisen
- ob Graphit-Partikel häufig genug sind, um die beobachtete 0,22-µm-Extinktion zu erklären
- ob die Teilchen homogen aufgebaut sind, oder z. B. aus einem Silikatkern mit organischem Mantel bestehen
- ob die Teilchen weitgehend identisch aufgebaut sind, oder ob es verschiedene Komponenten gibt
- ob es Hinweise auf Veränderungsprozesse gibt, wie z. B. durch Sputtern, Kollisionen, Aggregation oder chemische Veränderungen

Aus dem Vergleich der Proben kann man sowohl Rückschlüsse auf mögliche Veränderungen der Zusammensetzung des heutigen interstellaren Mediums im Vergleich zur Entstehungszeit des Sonnensystems ziehen als auch Prozesse während der Entstehung des Sonnensystems identifizieren. Die vorherigen Modelle über die Zusammensetzung des interstellaren Staubs waren rein theoretischer Natur – die Stardust-Proben bieten die erste Möglichkeit eines Vergleichs mit der Wirklichkeit.

## Missionsverlauf

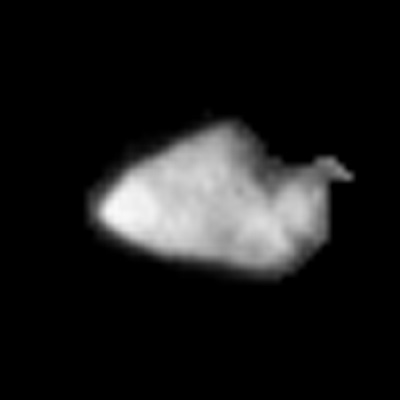
Asteroid Annefrank aus einer Entfernung von 3300 km

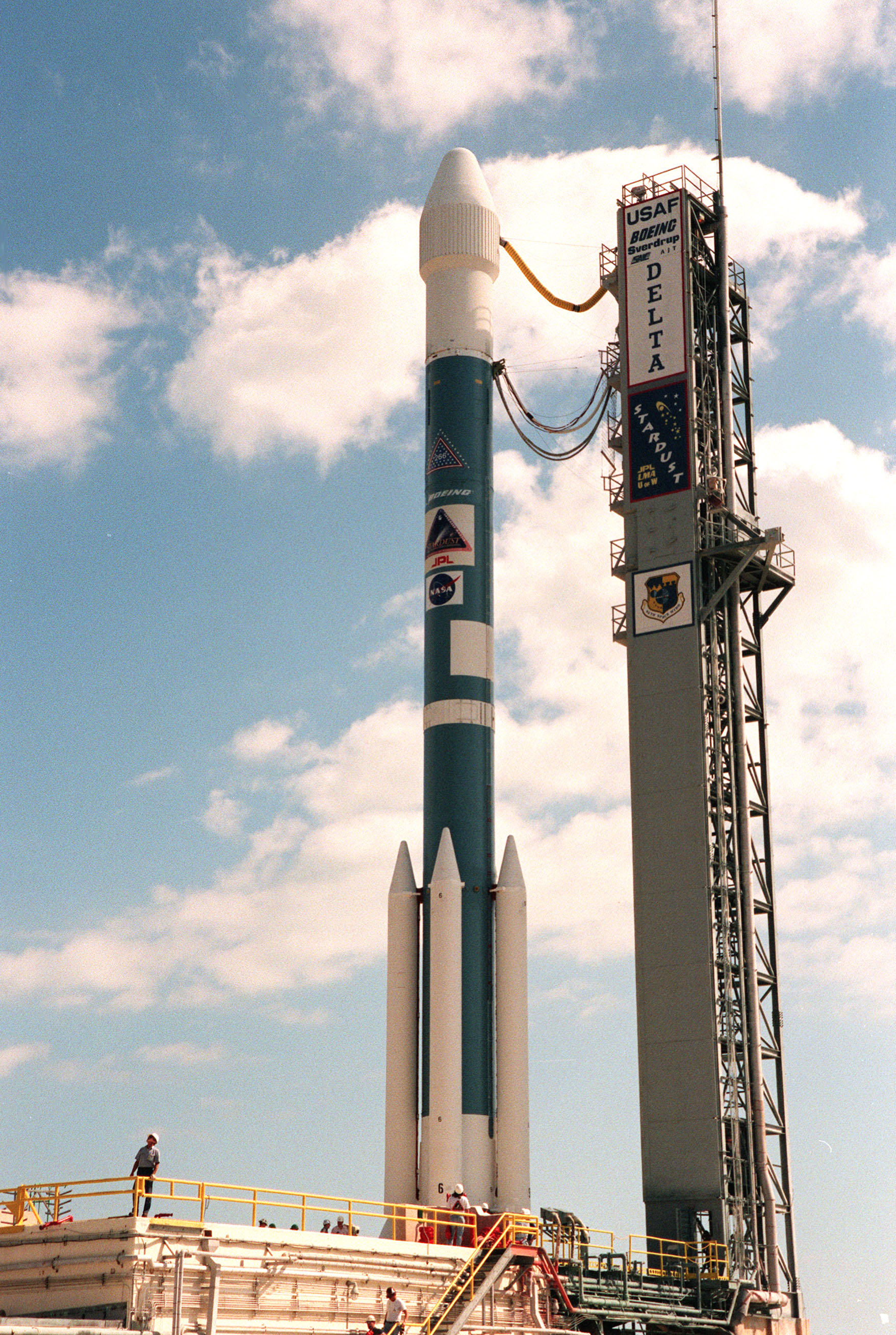
Stardust auf seiner Delta II 7426 Trägerrakete kurz vor dem Start

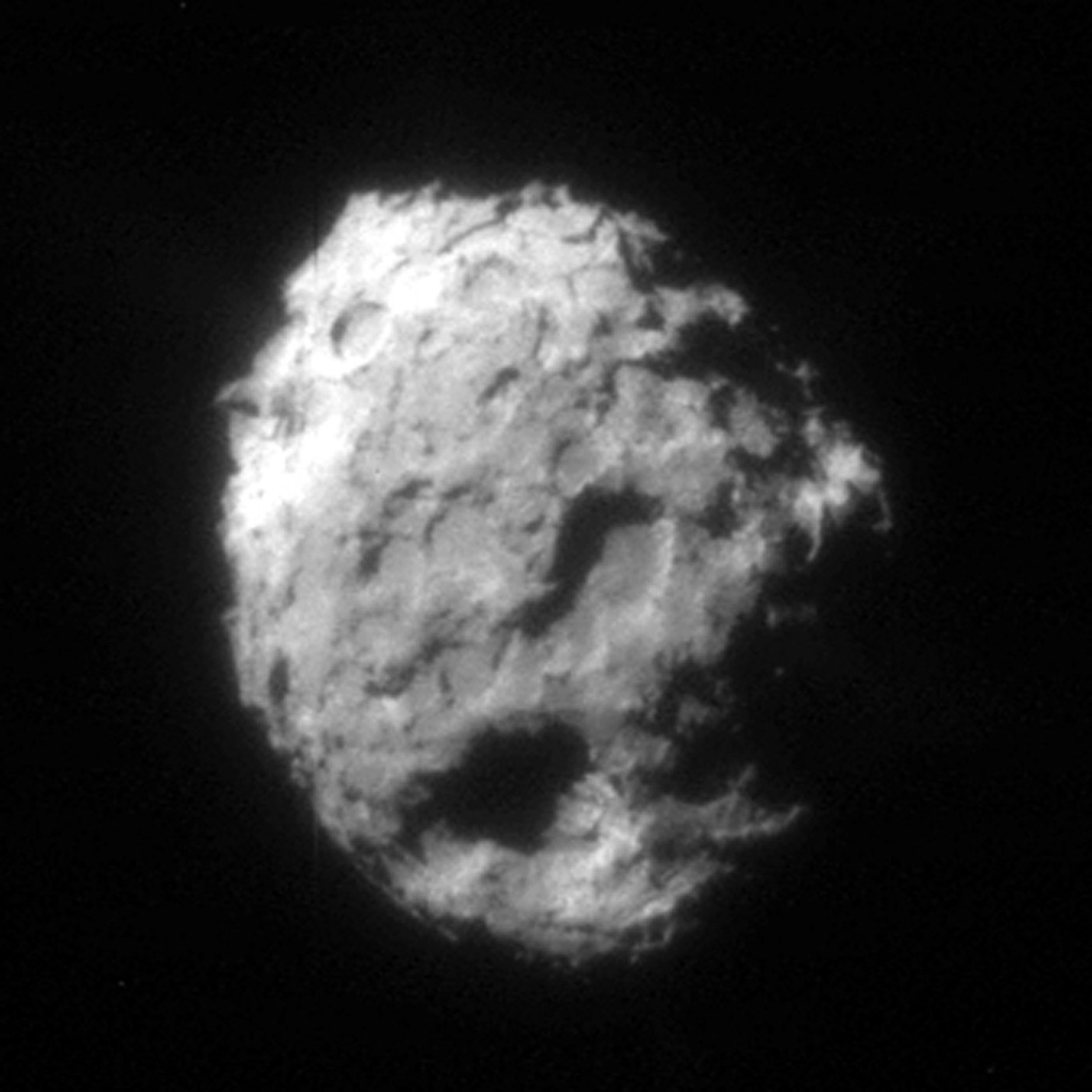
Komet Wild 2 aus einer Entfernung von 500 km. (NASA/JPL)

Die Sonde Stardust wurde am 7. Februar 1999 mit einer Trägerrakete des Typs Delta-II-7426 von Launch Complex 17 in Florida gestartet und in einen Sonnenorbit mit zweijähriger Umlaufzeit gebracht. Durch ein Swing-by-Manöver, bei dem sich die Sonde im Januar 2001 durch einen nahen Vorbeiflug an der Erde zusätzlichen Schwung holte, wurde der Orbit auf eine zweieinhalbjährige Umlaufzeit ausgeweitet. Mit diesem Schwung führte die Sonde zwei Sonnenumkreisungen durch, bevor sie bei der erneuten Begegnung mit der Erde im Januar 2006 die Rückkehrkapsel für den Wiedereintritt ausklinkte.
Durch diese Bahncharakteristik mussten zum einen, neben kleineren Kurskorrekturen, nur vier Bahnmanöver durchgeführt werden, so dass die Sonde mit 85 Kilogramm Treibstoff auskam. Zum anderen bestand dabei genügend Zeit, während der ersten beiden Sonnenumläufe ausreichende Mengen interstellaren Staubs zu sammeln.
Am 9. November 2000 geriet Stardust in den viertstärksten Sonnensturm, der seit Beginn der kontinuierlichen Beobachtungen im Jahr 1976 gemessen wurde. Durch eine starke Sonneneruption war der Sonnenwind 100.000-mal stärker als sonst, wodurch die zwölf stärksten Sternenpunke der Navigationskameras, die zur Kursbestimmung herangezogen werden, durch falsch interpretierbare „Punkte“ hochenergetischer Protonen überlagert waren. Daraufhin schaltete sich die Sonde automatisch in einen Standby-Modus und wartete ab. Nachdem sich der Sonnenwind am 11. November wieder auf normale Stärke reduziert hatte, erfolgte ein Reset der Navigationssysteme. Eine Überprüfung der Kamerasysteme ergab keine Schäden durch die harte Teilchenstrahlung, auch die anderen Bordsysteme waren noch voll funktionsfähig.
Während des zweiten Umlaufs erfolgte am 2. November 2002 ein enger Vorbeiflug am Asteroiden 5535 Annefrank in nur 3.300 Kilometer Entfernung. Die Annäherung an Annefrank diente im Wesentlichen der Vorbereitung und dem Test aller Systeme für das eigentliche Missionsziel Wild 2.
Am 2. Januar 2004 flog Stardust schließlich in einer Entfernung von 240 km und mit einer Relativgeschwindigkeit von 6,1 km/s an dem Kometen Wild 2 vorbei, beziehungsweise durch dessen Koma hindurch. Dabei wurde mehrfach der Kometenkern fotografiert, wobei ein Schwenkspiegel vor dem Kameraobjektiv benutzt wurde, um den Kern im Bild zu halten. Der Staubkollektor sammelte Komamaterial ein.

### Landung der Kapsel

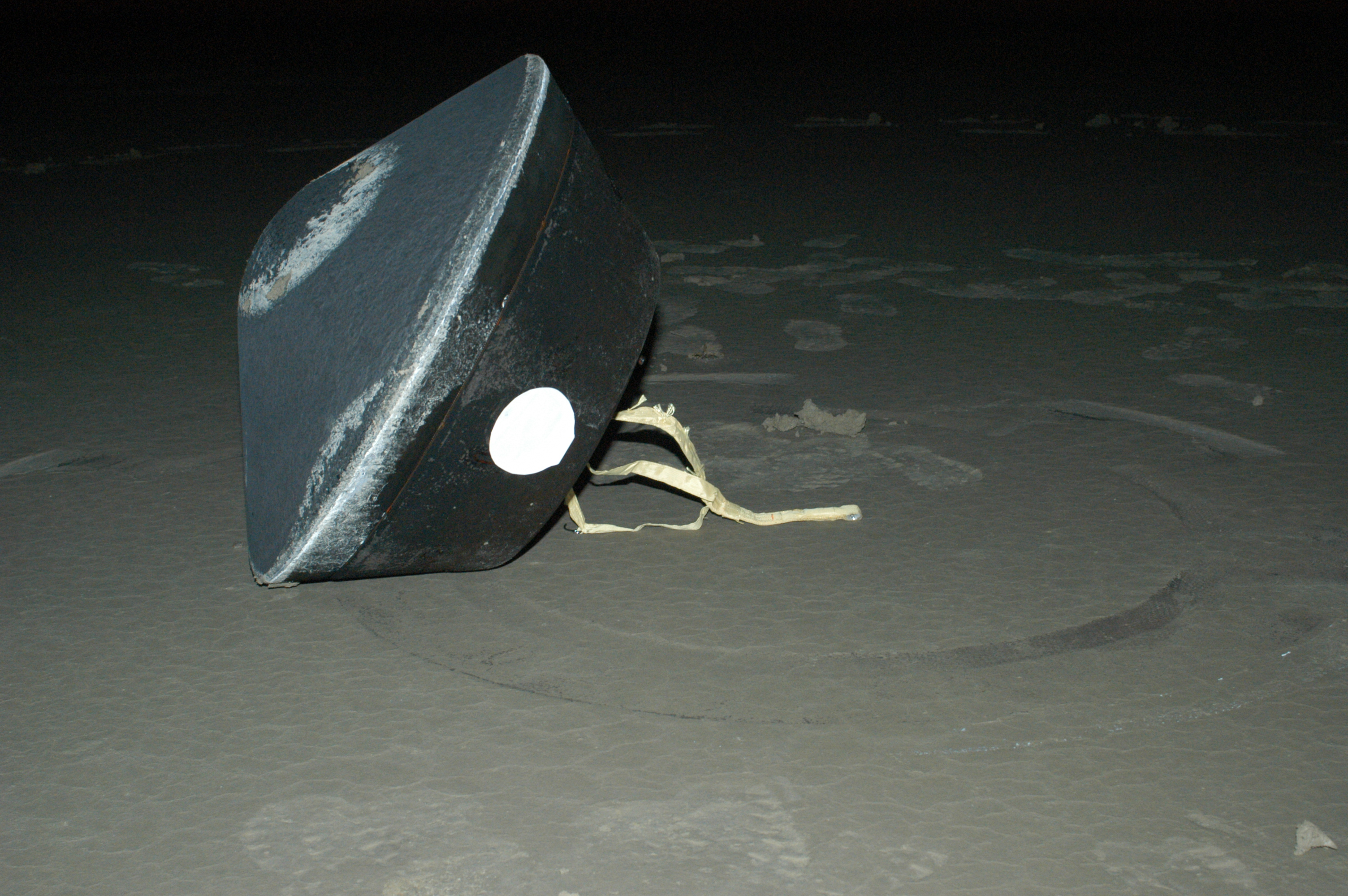
Die Kapsel der Sonde kurz nach der Landung

Nach dem Versagen des Landefallschirms bei Genesis im Jahr 2004 hatte bei der NASA eine intensive Ursachenforschung begonnen, um einen ähnlichen Fehlschlag bei Stardust möglichst zu vermeiden. Nachdem die Untersuchungen einen Montagefehler als Ursache identifiziert hatten, der bei Stardust nicht vorhanden sein sollte, blickte die NASA zuversichtlich der planmäßigen Landung der Stardust-Kapsel entgegen.
Am 15. Januar 2006 um 5:57 Uhr UTC setzte Stardust die Landekapsel in einer Höhe von 111.000 km aus. Sie tauchte einige Stunden später mit einer Geschwindigkeit von 46.400 km/h (12,9 km/s) in die Erdatmosphäre ein und setzte anschließend an einem Fallschirm auf der Erdoberfläche auf. Dabei war dies die höchste Geschwindigkeit, die jemals von einem künstlichen Objekt beim Eintritt in die Erdatmosphäre erreicht wurde. Die Muttersonde selbst zündete kurz nach Abstoßen der Landekapsel ihr Triebwerk und schwenkte ab, um in einem Sonnenorbit zu verbleiben.
Die Landekapsel setzte am 15. Januar 2006 um 10:12 Uhr UTC (11:12 Uhr MEZ) auf dem Gelände einer Militärbasis in Utah auf. Die gelandete Kapsel wurde kurz darauf nachts um 3:55 Uhr Ortszeit (10:55 UTC) von Hubschraubern gefunden, die mit Infrarotsensoren, Peil- und Navigationsgeräten nach der durch die Abbremsung in der Atmosphäre noch heißen Kapsel suchten; die genauen Landekoordinaten waren 40° 21,9' N, 113° 31,25' W (⊙).

### Erweiterte Mission Stardust-NExT
Am 29. Januar 2006 wurde die Muttersonde in einen „Schlafmodus“ versetzt, in dem sie auf unbestimmte Zeit verbleiben sollte. Dabei wurden lediglich einige notwendige Teilsysteme, wie die Solarpanels und die Empfangsantenne, nicht abgeschaltet, um eine potenzielle Aktivierung der Sonde zu einem späteren Zeitpunkt zu ermöglichen. Im Juli 2007 gab NASA bekannt, dass Stardust in Richtung des Kometen 9P/Tempel 1 gelenkt wird. Diese erweiterte Mission wurde unter der Bezeichnung Stardust-NExT (New Exploration of Tempel) durchgeführt. Dieses Ziel konnte die Sonde lediglich fotografieren und mit Hilfe ihrer Instrumente untersuchen.
Tempel 1 war im Juli 2005 das Ziel der Sonde Deep Impact gewesen. Damals war der Impaktor der Sonde zur Kollision mit dem Kometenkern gebracht worden, er hinterließ einen etwa 20 m tiefen Krater auf seiner Oberfläche. Die zeitgleich am Kometen vorbeifliegende Deep-Impact-Muttersonde sollte unter anderem Aufnahmen des entstandenen Kraters erstellen, konnte diese Aufgabe jedoch nicht erfüllen, da der Krater von einer Wolke ausgetretenen Materials verhüllt wurde. Der Einschlagskrater wurde nun durch die Stardust-Muttersonde fotografiert. Dazu nahm sie am 14. Januar 2009 zunächst bei einem Swing-by-Manöver mit 9.157 km minimaler Höhe um die Erde noch einmal Schwung und zündete am 18. Februar 2010 für 23 Minuten ihre Triebwerke. Der Vorbeiflug an Tempel 1 erfolgte am 14. Februar 2011 EST. Am 15. Februar 04:39 UTC passierte die Sonde den Kometenkern in 181 Kilometern Abstand mit einer Geschwindigkeit von 10,9 km/s und sendete von dem Vorbeiflug über eine Strecke von 5.000 Kilometern insgesamt 64 Bilder. Aufnahmen kurz vor der dichtesten Annäherung zeigen sehr gut das Gebiet um den knapp  fünfeinhalb Jahre alten Einschlagkrater des Deep-Impact-Impaktors. Auf den Bildern soll versucht werden, mögliche Veränderungen auf der Oberfläche zu erkennen und den Krater genauer zu untersuchen.

### Missionsende
Im März 2011 wurden die letzten verbliebenen Treibstoffreserven gezündet, bis sie nach 146 Sekunden verbraucht waren. Da bisher keine zuverlässige Methode zur Messung der Treibstoffmenge in der Schwerelosigkeit entwickelt wurde, erhoffte man sich aus den dadurch gewonnenen Daten zum Treibstoffverbrauch Optimierungsmöglichkeiten für zukünftige interplanetare Missionen ableiten zu können. Am 25. März 2011 um 0:33 Uhr MEZ (d. h. 24. März 2011 um 23:33 Uhr UTC) brach der Funkkontakt zur Sonde schließlich ab. Sie befand sich zu diesem Zeitpunkt etwa 312 Millionen Kilometer von der Erde entfernt und hatte in den mehr als zwölf Jahren ihrer Missionsdauer einen Weg von fast sechs Milliarden Kilometern zurückgelegt. Seitdem treibt die Sonde in einer Umlaufbahn um die Sonne.

## Ergebnisse
Schon nach einer visuellen Sichtung des Aerogels war klar, dass die Mission erfolgreich war. Es waren im ganzen 45 Einschläge mit bloßem Auge sichtbar. Insgesamt fand man über 150 Partikel, die größer als 10 Mikrometer waren. Forscher hatten nur mit einem solchen Teilchen gerechnet. Nachdem die Partikel aus den Aerogels entfernt wurden, begann die systematische Auswertung. Dazu wurden die Aerogels in dünne Scheiben geschnitten und mit Digitalkameras fotografiert und ausgewertet.
Publikationen von Ergebnissen betrafen zuerst die dem Kometenschweif von Wild 2 zuordenbaren Partikel. Besondere Erwähnung verdienen die gefundenen großen Moleküle von Polymeren, insbesondere der Aminosäure Glycin. Auch Hinweise auf das Vorhandensein von flüssigem Wasser, nicht nur Eis, aus diesem sonnenfernen Raum waren neu. Flüssiges Wasser und Aminosäuren sind Bausteine für das Entstehen von Lebewesen.
Ebenfalls begann die Suche nach interstellaren Staubteilchen. Diese stammen nicht vom Kometen Wild 2, sondern aus den Tiefen des Weltalls. Man erhofft sich, etwa 45 solcher Teilchen zu finden, erste Ergebnisse belaufen sich aber lediglich auf 4 Teilchen. 2014 wurden in einem Science-Artikel Indizien für den interstellaren Ursprung von 7 Teilchen vorgelegt. Um diese aus der Fülle der Kometenpartikel zu finden, werden die ca. 1,5 Millionen Bilder seit Anfang August 2006 auf einer Webseite der Universität von Berkeley ausgestellt, wo jeder Internetnutzer durch das Stardust@home-Programm bei der Suche helfen kann. Mittels eines virtuellen Mikroskops (englisch Virtual Microscope) können Aufnahmen analysiert werden. Das Projekt befindet sich seit Juni 2013 in Phase 6.

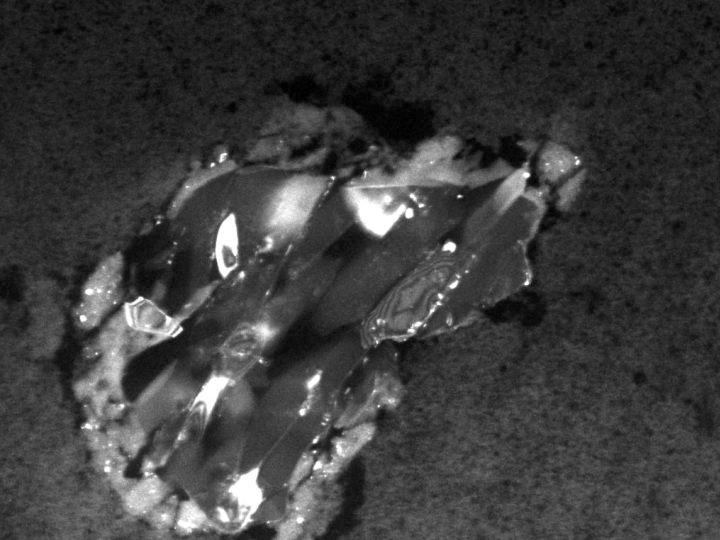
Ein Kometenpartikel (Durchmesser: ca. 2 Mikrometer)
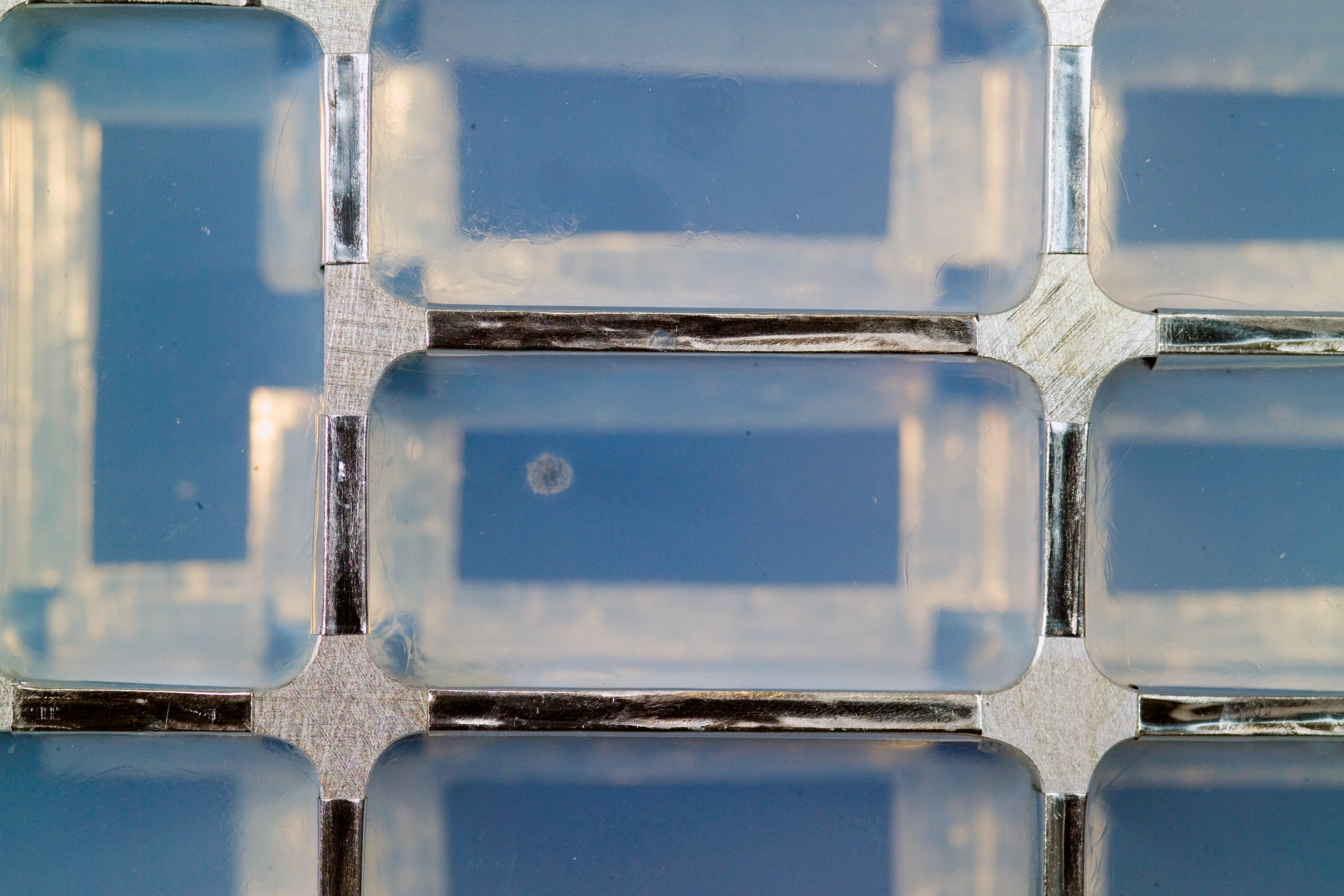
Nahaufnahme der Einschlagsstelle eines Staubpartikels
Aufnahme einer Partikelspur im Aerogel

## Technik

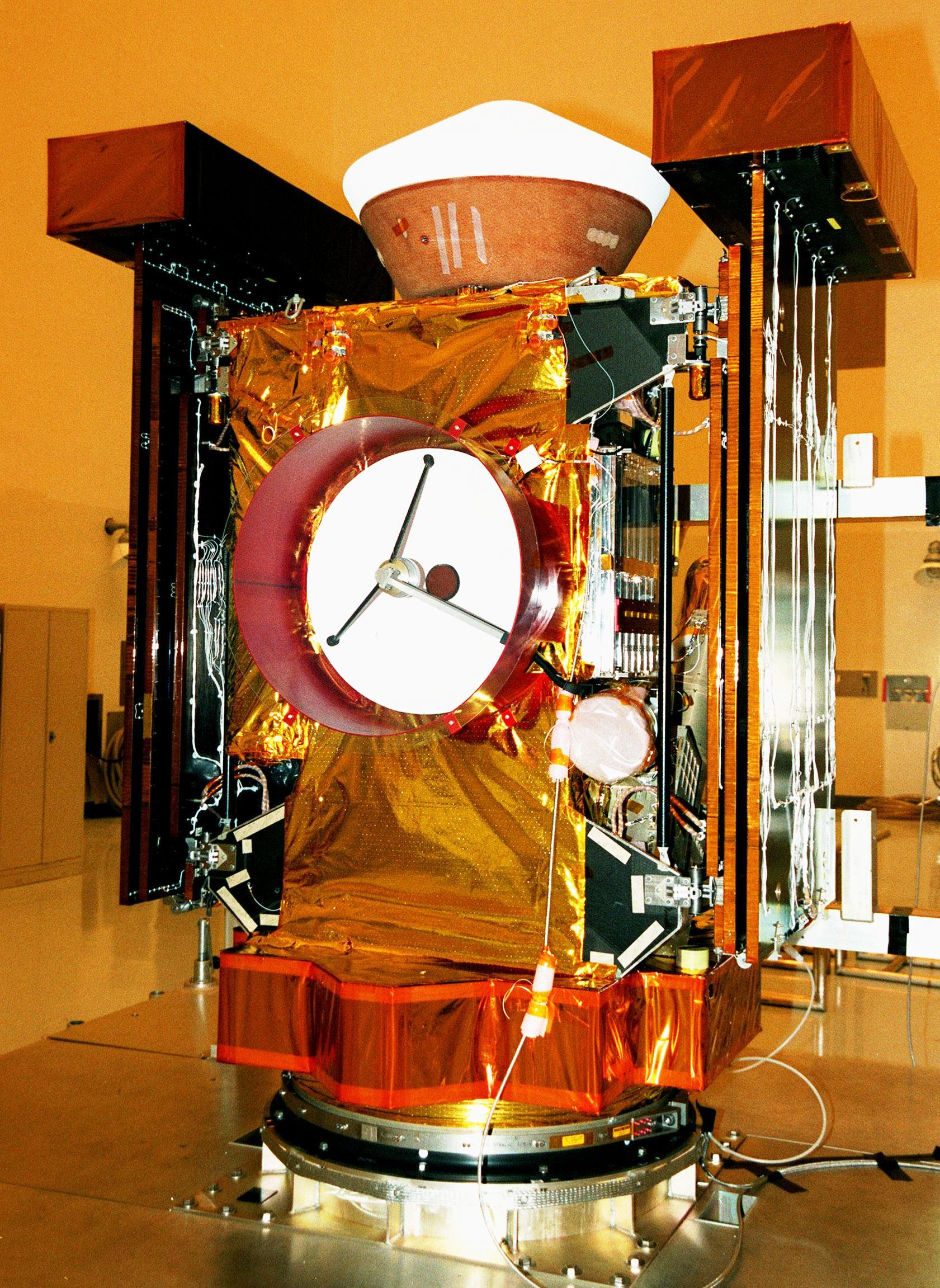
Stardust bei den Startvorbereitungen

Die Sonde wurde von Lockheed Martin Astronautics gebaut und basiert auf dem Entwurf des SpaceProbe deep space bus.
Für Kurskorrekturen steht ein einzelnes Triebwerk zur Verfügung, das aufgrund der Bahncharakteristik der Sonde nur 85 Kilogramm Hydrazin (N2H4) als Treibstoff benötigt.
Die Lagestabilisierung der Sonde erfolgt während des kompletten Fluges in allen drei Achsen. Die Lagebestimmung erfolgt primär über Positionsbestimmung von Sternen anhand der Navigationskamera, zusätzlich während der Kurskorrekturen und dem Vorbeiflug an Wild 2 mit Beschleunigungssensoren, sowie als Backup-Möglichkeit durch Sonnensensoren.
| Massen         | Massen |
| -------------- | ------ |
| Sonde          | 254 kg |
| Rückkehrkapsel | 046 kg |
| Treibstoff     | 085 kg |
| Gesamtmasse    | 385 kg |

Die zentrale Prozessoreinheit RAD6000, die auf einem 32-Bit-POWER-Prozessor basiert, ist für die komplette Steuerung und Datenverarbeitung verantwortlich. Auf der Prozessorkarte stehen 128 Megabyte Speicher zur Verfügung, wovon 20 % für Betriebssystem und Steuerungsprogramme verwendet werden. Der Rest dient als Zwischenspeicher für 600 Mbit (75 MB) Bilddaten der Navigationskamera, 100 Mbit (12,5 MB) Daten des Staubanalysators und 16 Mbit (2 MB) Daten des Staubflussanalysators, bevor sie zur Erde gesendet werden.
Der Funkkontakt wird über das X-Band des Deep Space Network gewährleistet. Stardust hat eine 60 Zentimeter Parabolantenne mit 15 Watt Sendeleistung, die für die Cassini-Sonde entwickelt wurde.
Zur Stromversorgung dienen zwei Solarzellenpanels mit insgesamt 6,6 m² Fläche. Für den Zeitraum von Abschattungen und Phasen hohen Stromverbrauchs steht zusätzlich ein Nickel-Wasserstoff-Akkumulator mit 16 Ah zur Verfügung. Die Stromversorgung wurde für die Small Spacecraft Technology Initiative (SSTI) entwickelt.
Aus Sicherheitsgründen sind alle Komponenten redundant ausgelegt, um Ausfälle kompensieren zu können.
Zum Schutz der Sonde bei der Annäherung an den Kometen, die mit 6,1 km/s erfolgt, befindet sich an der Vorderseite der Sonde ein Schutzschild, der Whipple-Schild. Der Schild besteht im Bereich der Solarpanels aus zwei, im Hauptbereich der Sonde aus drei Schichten Keramikmaterial zur Abbremsung auftreffender Teilchen, hinter diesen Schichten ist jeweils ein Nextel-Gewebe angebracht, um die Trümmerteile aus den Stoßfängerschichten aufzufangen. Die Struktur ist in der Lage, Teilchen bis zu einer Größe von einem Zentimeter von den Instrumenten fernzuhalten.

### Navigationskamera
Die Navigationskamera dient in erster Linie zur optischen Navigation der Sonde während der Annäherung an Wild 2. Aus den Daten wird die Distanz zum Kometenkern präzise bestimmt, damit ausreichend Staubproben gesammelt werden können, wobei die Sonde zur Minimierung des Risikos gleichzeitig einen möglichst großen Sicherheitsabstand hält. Die Daten des CCD-Detektors werden auf 12 Bit digitalisiert, mit 300 kPixel pro Sekunde ausgelesen und einer 12 auf 8 Bit Datenkomprimierung (Dynamikkompression) unterzogen.
Die Kamera soll aber auch hochauflösende Bilder des Kometen während des Vorbeiflugs liefern, aus denen dreidimensionale Karten des Kerns berechnet werden sollen. Es stehen mehrere Filter zur Verfügung, um durch Aufnahmen bei unterschiedlichen Wellenlängen Informationen über die Zusammensetzung der Koma, die Dynamik von Gas und Staub sowie der Jets zu erhalten. Das Kameradesign ist eine Weiterentwicklung bzw. nutzt Teile und Technologien der Voyager-, Pathfinder-, MISR-, Milstar- und Cassini-Missionen.
Das optische System hat eine Brennweite f von 202 Millimetern, eine Apertur von f/3,5 und besitzt einen CCD-Sensor mit 1024 × 1024 Bildpunkten. Es ist auf den Spektralbereich von 380 bis 1.000 Nanometer ausgelegt. Die Auflösung beträgt 60 Mikroradiant/Pixel in einem Sichtfeld von 3,5×3,5 Grad. Vor der Kameraoptik ist ein Scanspiegel angebracht, um während des Vorbeifluges an Wild 2 den Kometenkern im Sichtfeld der Kamera halten zu können. Für die Zeitspanne der direkten Begegnung erfolgt die Beobachtung des Kerns über ein Periskop, so dass die empfindliche Kameraoptik hinter dem Whipple-Schild vor Beschädigungen geschützt ist.

### Staubflussmonitor
Das Staubflussmonitorsystem (Dust Flux Monitor, DFM) besteht aus dem eigentlichen Staubflussmonitor und zwei weiteren akustischen Einschlagsensoren für die selteneren, aber gefährlichen Einschläge größerer Partikel. Die Aufgaben des Systems bestehen in
- der Beobachtung des Staubs in der Umgebung der Sonde, um anomales Verhalten der Sonde besser interpretieren zu können.
- der Bereitstellung von Echtzeit-Flussmessungen von größeren Komapartikeln des Kometen, um frühzeitig mögliche Gefahren zu erkennen, wenn sich die Sonde der Kometenkoma nähert.
- der Messung der räumlichen und zeitlichen Änderungen des Staubteilchenflusses und deren Massenverteilung beim Vorbeiflug am Kometen Wild 2.
- der Bereitstellung der Umgebungsbedingungen für die gesammelten Staubproben. Der Staubflussmonitor enthält einen speziellen polarisierten Kunststoff Polyvinylidenfluorid (PVDF), der elektrische Pulssignale liefert, wenn er von kleinen Partikeln mit hoher Geschwindigkeit getroffen wird.

Der Staubflussmonitor ist eine Weiterentwicklung von Sensoren, die auf früheren Missionen zum Einsatz kamen. Dazu gehören
- der Staubzähler und Massenanalysator der Vega-Missionen zum Kometen Halley
- das ERIS-Observer-Instrument, das hervorragende Daten lieferte, die jedoch weiterhin als geheim gelten (d. h., sie sind noch nicht freigegeben)
- das SPADUS-Instrument (SPAce DUSt) des ARGOS-Satelliten (Advanced Research and Global Observation Satellite), der im Februar 1999 gestartet wurde
- der Hochflussdetektor (High Rate Detector, HRD) der Cassini-Mission zum Saturn, die im Oktober 1997 gestartet wurde.

Der Staubflussmonitor besteht aus der Sensoreinheit (Sensor Unit), der Elektronikbox (Electronics Box) und den beiden akustischen Sensoren. Die SU besteht aus zwei unabhängigen PVDF-Staubsensoren, die in einem Rahmen vor dem Whipple-Schild angebracht sind. Jeder Sensor ist mit einem 1,4 Meter langen Kabel mit der EB im Inneren der Sonde verbunden. Die SU liefert kumulative und differentielle Flüsse in einem Massenbereich von 10−11 bis 10−4 Gramm, sowie kumulative Flüsse für Massen über 10−4 Gramm.
Ein akustischer Sensor ist am ersten Whipple-Schild angebracht, der zweite auf einer steifen Kohlenstofffaser-Epoxidharz-Platte an der ersten Nexteldecke, der nach Ergebnissen von Labormessungen von Teilchen ausgelöst wird, die mit einer Größe von mindestens 1 Millimeter den Stoßfänger durchschlagen. Diese Sensoren bestehen aus einem piezoelektrischen Quarz-Schallwandler, der jede Vibration des Schildes in elektrische Signale umwandelt, die zur EB weitergeleitet werden.

### Wissenschaftliche Instrumente

#### Staubanalysator

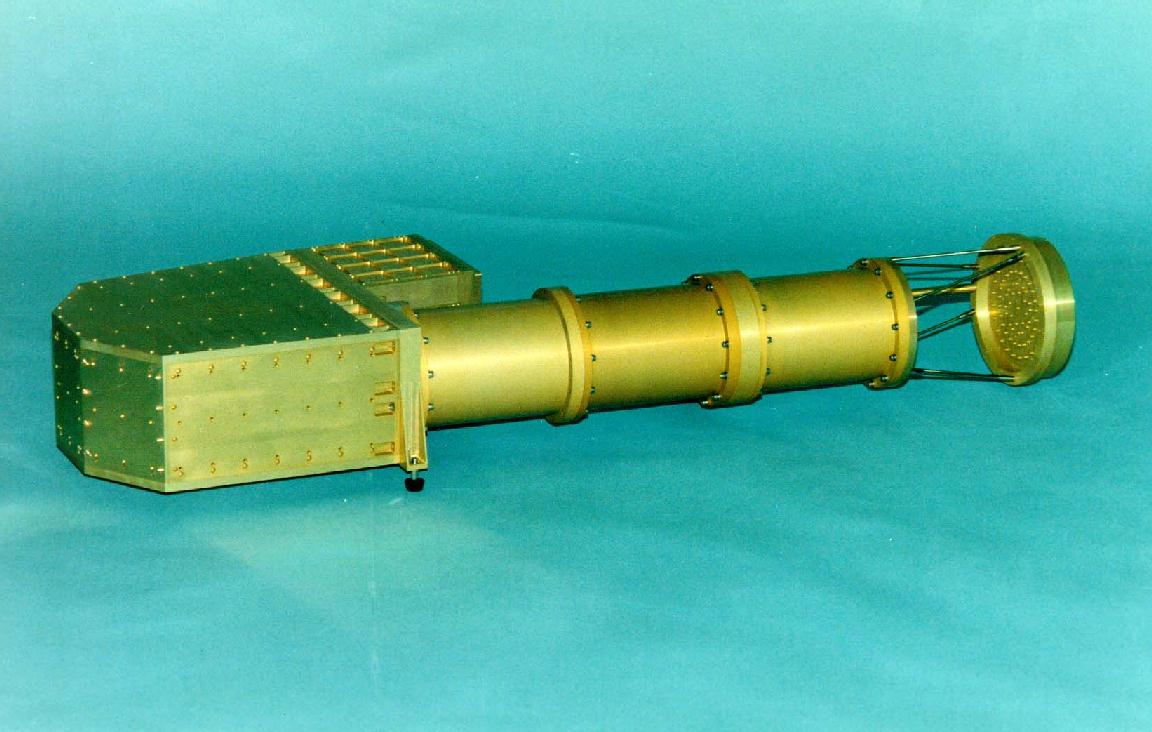
Staubanalysator (NASA)

Der Staubanalysator (Cometary and Interstellar Dust Analyzer, CIDA) untersucht in Echtzeit den Staub, der auf das Instrument fällt, um die Daten zur Erde zu senden. Das gleiche Instrumentendesign kam auch schon bei der Giotto-Sonde und den beiden Vega-Sonden zum Einsatz.
Es handelt sich um ein Massenspektrometer, das die Ionenmassen aufgrund ihrer Laufzeit im Instrument bestimmt, wobei die Funktionsweise sehr einfach gehalten ist. Wenn der Staub auf das Target fällt, werden durch ein elektrisch geladenes Gitter Ionen abgetrennt, die sich durch das Instrument bewegen, am Reflektor zurückgeworfen und vom Detektor wieder aufgefangen werden. Hierbei benötigen schwerere Ionen eine größere Zeitspanne vom Gitter zum Detektor als leichte.
CIDA besteht aus einer Einlassöffnung, einer gewellten Aluminiumfolie als Target, dem Ionenextraktor, dem Time-Of-Flight-Massenspektrometer und dem Detektor. Im Unterschied zur Ausführung bei der Giottomission, muss die Targetfolie aufgrund des gegenüber Halley niedrigeren Staubflusses von Wild 2 nicht bewegt werden, zusätzlich wurde der Targetbereich von 5 cm² auf 50 cm² vergrößert.
Bei 6,1 km/s, der Relativgeschwindigkeit der Sonde beim Vorbeiflug an Wild 2, können sowohl ionisierte Atome als auch Molekülionen für die Beobachtung wichtig werden, bei einem Sensitivitätsbereich von 1 bis mindestens 150 amu können somit umfangreiche Analysen durchgeführt werden.
Die Daten können zusätzlich aufgezeichnet werden, so dass sie möglicherweise erst Wochen nach der Kometenbegegnung zur Erde zurückgesendet werden können, da die Datenverbindung während der Annäherung an den Kometen bereits durch die Bilddaten ausgelastet sein wird.
CIDA wurde unter Federführung der DARA in enger Kooperation mit dem Max-Planck-Institut für Aeronomie in Lindau von der Firma von Hoerner & Sulger in Schwetzingen gebaut, die Software wurde vom Finnischen Meteorologischen Institut in Helsinki entwickelt.

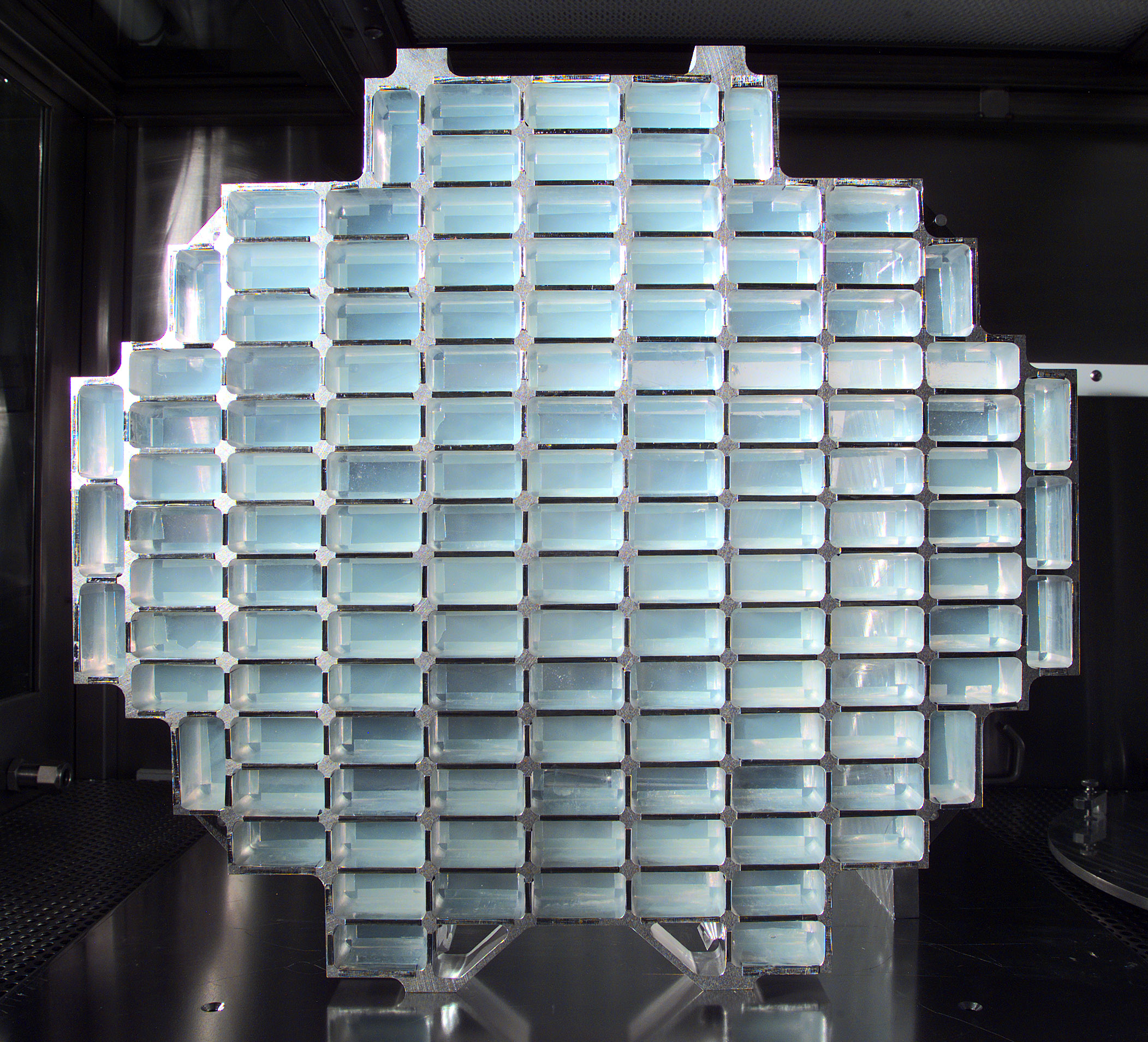
Staubkollektor mit Aerogelblöcken (NASA)

#### Staubkollektor
Der Staubkollektor besteht aus ein und drei Zentimeter dicken Silikat-Aerogel-Blöcken, die in modularen Aluminiumzellen befestigt sind. Die eine Seite des etwa 1.000 Quadratzentimeter großen Kollektors wird zur Sammlung interstellaren Staubs verwendet, die andere Seite zur Sammlung von Kometenmaterial. Das war möglich, weil die Staubteilchen konische Löcher im Gel schlagen, an deren Enden sie zum Stillstand kommen. Dadurch kann die Herkunft bzw. Richtung in jedem Fall bestimmt werden.
Das Hauptproblem bei der Sammlung von interstellarem Staub und Komamaterial besteht in der Abbremsung der Teilchen, ohne sie dabei in Struktur und Zusammensetzung zu verändern – sie hatten bei der Begegnung mit Wild 2 eine Relativgeschwindigkeit von 6,1 km/s. Das verwendete Aerogel ist aufgrund seiner hochporösen Struktur, die zu 99,8 Prozent aus Hohlräumen besteht, für diesen Zweck ideal geeignet, da die Teilchen vergleichsweise sanft abgebremst werden – das Gel hat etwa die Dichte von Luft unter Normalbedingungen – und aufgrund der Transparenz des Materials leicht wiederzufinden sind. Dennoch ist die Auswertung nicht einfach – durch das Verhältnis von Teilchenanzahl und Einschlagsfläche gleicht die Suche nach Aussage von Wissenschaftlern dem Versuch „vier Ameisen auf einem Fußballfeld wiederzufinden“.

### Rückkehrkapsel
Die Rückkehrkapsel (Sample Return Capsule, SRC) ist ein kompaktes System, das im Wesentlichen aus dem Probenkanister, dem Hitzeschild und der oberen Abdeckung, sowie Navigationshilfen und einem kleinen Fallschirmsystem besteht.
Während der Probennahme wird die obere Abdeckung zurückgeklappt und der Staubkollektor, der etwa die Form eines Tennisschlägers aufweist, ausgeklappt. Nach Beendigung der Probennahme wird der Staubkollektor wieder eingeklappt und die Rückkehrkapsel hermetisch verschlossen.
Bei der Rückkehr zur Erde, kurz bevor Stardust die Erdbahn kreuzte, wurde die Rückkehrkapsel freigesetzt, wobei ihr zur Lagestabilisierung eine Drehbewegung (Drall) mitgegeben wurde. Anschließend flog sie im freien Fall durch die Erdatmosphäre, stabilisiert durch die Lage des Schwerpunktes, die Drehbewegung und die aerodynamische Form. In etwa drei Kilometer Höhe öffnete sich ein Fallschirm zur Verringerung der Fallgeschwindigkeit. Die Landung erfolgte planmäßig innerhalb des 84 × 30 Kilometer großen Gebiets des Utah Test and Training Range (UTTR). Um die Kapsel leichter wiederfinden zu können, besaß sie einen UHF-Peilsender. Zusätzlich wurde die Landung mit bodengestützten Radarsystemen verfolgt und konnte mit Infrarotkameras gefilmt werden. Nach der Bergung wurde die Kapsel zum Johnson Space Center gebracht, wo sie geöffnet und der gesammelte Staub extrahiert und analysiert wurde.